# 佩雷鲁埃拉
佩雷鲁埃拉，是西班牙卡斯蒂利亚-莱昂萨莫拉省的一个市镇。 总面积161平方公里，总人口713人（2001年），人口密度4人/平方公里。